# Druschba (Korosten)
Druschba (ukrainisch und russisch Дружба) ist eine Siedlung städtischen Typs im Rajon Olewsk in der ukrainischen Oblast Schytomyr.
Die ehemalige Rajonshauptstadt Olewsk liegt 20 km westlich, Schytomyr 100 km südöstlich der Siedlung.
Der Ort entstand nach dem Zweiten Weltkrieg um die Erschließung der großen Quarzvorkommen in der Umgebung voranzutreiben, 1961 wurde Druschba offiziell gegründet und bekam den Rang einer Siedlung städtischen Typs. Durch den Ort führen die Gleise einer Nebenbahn von Dibrowa nach Myroljubiw, heute wird das Quarzgestein durch das Unternehmen Druschbiwskyj Karjer nerudnych kopalyn "Kwarz" (Дружбівський кар'єр нерудних копалин "Кварц" – Druschbaer Steinbuch des nichtmetallischen Gesteins "Quarz"), welches dem Verteidigungsministerium untersteht, abgebaut.
Am 11. August 2016 wurde die Siedlung ein Teil der neugegründeten Stadtgemeinde Olewsk, bis dahin bildete sie zusammen mit der Siedlung Dibrowa die gleichnamige Siedlungsratsgemeinde Druschba (Дружбівська селищна рада/Druschbiwska selyschtschna rada) im Südosten des Rajons Olewsk.
Am 17. Juli 2020 kam es im Zuge einer großen Rajonsreform zum Anschluss des Rajonsgebietes an den Rajon Korosten.